# 60-фунтовые пушки конструкции Н. А. Баумгарта образца 1855 года
60-фунтовые пушки конструкции Н. А. Баумгарта образца 1855 года — чугунные дульнозарядные пушки калибра 196-мм, принятые на вооружение Российского императорского флота в 1855 году. Также имели обозначение «300-пудовое орудие». Ими вооружались корабли, предназначенные для дальних плаваний и крейсерской войны. Устанавливались на колёсные деревянные станки или на «поворотные платформы». Некоторое количество пушек были установлены на береговые укрепления. Винград пушки разъёмный, дно канала полушарное.

## История
В самом конце 1840-х годов полковник от артиллерии Н. А. Баумгарт, взяв за образец английскую пушку, приступил к разработке морской 60-фунтовой пушки, основываясь на законе «О давлении пороховых газов на стены орудия и приложение результатов опытов к определению толщины стен орудий» капитана Н. В. Маиевского. В 1851 году были изготовлены первые образцы. Пушки были рассчитаны на заряд 8,6 кг, но они плохо выдерживали заряд и в 6,14 кг, как выяснилось из-за неверного расчёта стенок ствола. Позже были изготовлены новые опытные образцы по доработанным чертежам, рассчитанные уже на сниженный до 6,56 кг заряд пороха. Эти пушки могли стрелять ядрами, бомбами и картечью. Дальность стрельбы ядром составляла 3,5 км, а бомбой 3,1 км. Данные пушки могли пробивать с борта на борт практически любой деревянный корабль.
После Крымской войны Морское ведомство Российской империи вернулось к испытаниям 60-фунтовых пушек конструкции Н. А. Баумгарта, по итогам которых в 1855 году они были приняты на вооружение. Длинные, с длиной канала 17,6 калибра получили обозначение № 1 или «бомбические», а короткие, с длиной канала 15,4 калибра, соответственно № 2 или «обычного чертежа». В этом же году началось их серийное производство. А на верфи Российской империи, Великого княжества Финляндского и Англии были отправлены копии чертежей для обустройства строящихся кораблей под новую артиллерию.
Надо отметить, что в это же время на вооружение были приняты также и 60-фунтовые пушки конструкции американца Д. Дальгрена, а через некоторое время 60-фунтовые пушки конструкции Н. В. Маиевского, что внесло некоторую путаницу. Таким образом 60-фунтовые пушки конструкции Н. А. Баумгарта и Д. Дальгрена стали первыми отечественными пушками, специально предназначенными для вооружения кораблей, а пушки конструкции Н. В. Маиевского поступили для береговых батарей.
В 1856—1859 годах чугунные однокалиберные 60-фунтовые гладкоствольные дульнозарядные пушки № 1 и № 2 конструкции Н. А. Баумгарта и Д. Дальгрена стали активно поступать на флот, став основным вооружением некоторых кораблей. 10 марта 1857 года Фон Шанц приступил к работе по изготовлению железного станка для 60-фунтовой пушки № 2 в Кронштадтском ремонтном заведении. И уже 4 апреля этого же года работы были завершены. 27 апреля Приказом командира Кронштадтского порта была назначена комиссия для испытания нового станка. К 1861 году на Балтийском флоте уже насчитывалось 2070 орудий, из которых 1608 были 60-, 36- и 30-фунтовые пушки конструкций Н. А. Баумгарта и Д. Дальгрена.
С конца 1860 — начала 1870 годов эти пушки стали заменять новыми образцами вооружения.

## Испытания
60-фунтовые пушки № 1 конструкции Н. А. Баумгарта поступили на испытания 1851 году. Показав избыточную мощность — был пробит корпус парусного линкора на вылет, образец не приняли на вооружение.
После Крымской войны вернулись к испытаниям данных пушек. Для этого в 1855 году на Александровском Олонецком заводе были отлиты два ствола 60-фунтовых пушек № 1 конструкции Н. А. Баумгарта и для сравнения были отлиты два чугунных ствола 68-фунтовых пушек английской конструкции. Их вывели на сравнительный продолжительный отстрел при заряде в 18 фунтов пороха. На контрольном обстреле выявилась большая «живучесть» пушки конструкции Н. А. Баумгарта — пушка изготовленная по английским чертежам была выведена из строя после 546 выстрела, а пушка Баумгарта после 789 выстрела. После этого пушки конструкции Н. А. Баумгарта были приняты на вооружение.
Так же 1855 году на Волковом поле под Петербургом для новых испытаний был воссоздан фрагмент борта британского броненосца с деревянной обшивкой и броневыми листами толщиной 4,5 дюйма (114 мм). В 1855—1856 годах по этому образцу был проведён обстрел под углом 19° из 60-фунтовой пушки № 1 конструкции Н. А. Баумгарта. Результатом стало то, что ядра выпущенные с дистанции 213 метров (100 сажень) не могли проникнуть более чем на 60 мм, причём чугунные ядра раскалывались, а железные сплющивались. Это обстоятельство заставило чиновников из Морского ведомства искать пути выхода, так как применение этих орудий против броненосцев Британского флота становилось бессмысленным.
В качестве первой меры, менее затратной в плане перевооружения флота, были изготовлены стальные ядра. При стрельбе с дистанции 213 метров из 60-фунтовой пушки № 1, при увеличенном заряде пороха до 9,4 кг, ядра пробивали броню, но застревали в деревянной обшивке. Пушки конструкции Д. Дальгрена на подобных испытаниях показали сравнительный результат. После проведённых испытаний стало видно, что 60-фунтовые пушки не годятся для борьбы с броненосцами, но они являлись грозным оружием против торговых судов, не имевших броневой защиты. Их продолжили устанавливать на корабли для так называемой «крейсерской войны», а для борьбы с броненосцами приступили к разработке более тяжёлых пушек.
27 апреля 1857 года Приказом командира Кронштадтского порта была назначена комиссия для испытания железного станка конструкции фон Шанца. 29 апреля испытания нового станка начались на учебной батарее, бывшем линейном корабле, «Прохор». На станок была установлена 60-фунтовая пушка № 2. Первые стрельбы происходили с зарядами 4,5 кг пушечного пороха при углах вертикального наведения 0; +9°. Средний откат зафиксирован от 1727 до 1829 мм. В продолжении, были произведены 25 выстрелов с вынутым клином, при этом казённая часть уложена на скамейку, что позволило получить угол ВН +14,75°. При уборке скамейки и укладки казённой части на железную подушку, был получен угол ВН +21,5°. При контрольной стрельбе, находящегося под этим углом ствола, средний откат составил 1715 мм. Укладка малого клина на большой, позволяла увеличить угол склонения до −3°, при этим передняя оконечность ствола укладывалась на косяк порта. 25 мая 1857 года деревянные колёса задней оси станка были заменены на четыре полуколеса (полозы).
В 1858 году начались опыты с нарезкой внутреннего канала. Для этого в 60-фунтовой пушке конструкции Баумгарта был высверлен канал длиной 64,5 см (длина 30-фунтовой пушки № 1), который нарезали двумя линиями. Для испытаний использовали продолговатые снаряды весом 24,57 кг, при заряде 3,48 кг. Она разорвалась на 108 выстреле от заклинивания снаряда. На следующий год испытания возобновились с такой же пушкой, но в которой было проделано четыре нарезки в стволе, она разорвалась на 345 выстреле. Также была опробована 164-мм чугунная нарезная пушка системы итальянского конструктора Кавалли, показавшая крайне не удовлетворительные результаты. На этом испытания были прерваны.
В 1861 году испытания возобновились — серийные 60-фунтовые гладкоствольные пушки Баумгарта № 1 не смогли пробить новую 114-мм английскую броню стальными ядрами уже с расстояния менее 185 метров. Что потребовало усиления контроля качества производства пушек. В 1863 году, для продолжения артиллерийских испытаний, на Волковом поле были установлены ещё несколько образцов британской и германской брони, а также сконструированы макеты отсеков кораблей. После проведённых некоторых испытаний, программа была свёрнута, а на полигоне приступили к испытаниям других образцов.

## Производство

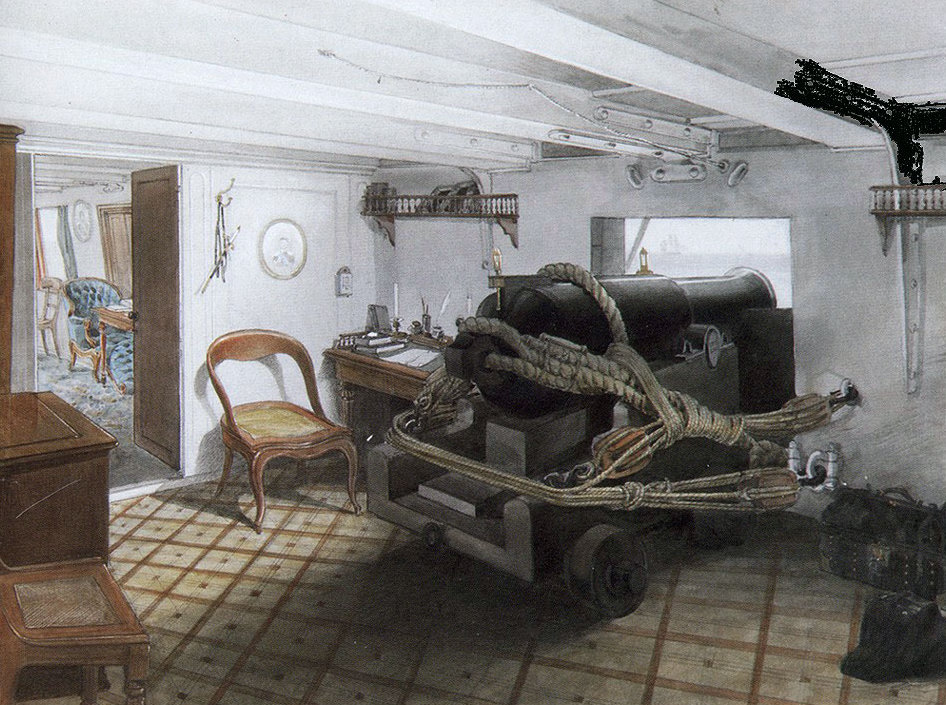
Картина А. К. Беггрова «Орудийный каземат фрегата „Ослябя“»

Отливка стволов пушек конструкции Н. А. Баумгарта не создавала технологических сложностей русским заводам, поэтому в 1851 году, в кратчайшие сроки, были изготовлены опытные образцы 60-фунтовых пушек № 1.
В 1855 году для испытаний были отлиты два ствола 60-фунтовых пушек № 1 конструкции Н. А. Баумгарта на Александровском Олонецком заводе в Петрозаводске.
К серийному литью стволов 60-фунтовых пушек конструкции Н. А. Баумгарта приступили на литейных заведениях в 1855 году. По другим данным производство было развёрнуто уже к окончанию Крымской войны.
Переход на серийный выпуск новой продукции прошёл достаточно легко, так как это не требовало существенной переоснастки производства. Тогда как технология отливки 60-фунтовых пушек конструкции Д. Дальгрена подразумевала вложения средств в модернизацию производства и обучения работников. А отливка стволов 60-фунтовых пушек конструкции Маиевского требовала значительного переоборудования производства, поэтому за серийное производство взялись только на шведском заводе Фингспонг, некоторое время спустя лишь на одном российском заводе их стали отливать но, практически, штучно.
60-фунтовые пушки конструкции Н. А. Баумгарта и Д. Дальгрена отливались в 1855—1856 годах на Каменском заводе. За этот период было отлито 34 пушки. Но проведённые испытания показали, что многие орудия непригодны к службе и приёмная комиссия забраковала. И в апреле 1856 года вышло предписание Главного Начальника горных заводов Уральского хребта М. Глинки: «Отливаемые на Каменском заводе в продолжение двух последних лет артиллерийские орудия не выдерживают установленной пороховой пробы и вследствие того подвергаются браку… нестойкость Каменского чугуна происходит от того, что руды, из которых выплавляется чугун, не имеют тех качеств, какими они обладали прежде…». Вследствие этого встал вопрос о переносе отливки орудий на Верхнетуринский завод.

## Станки

### Деревянный станок для 60-фн пушек № 1
Стволы 60-фунтовых пушек № 1 ставили на двухосные деревянные станки. Они не имели бортовых и упорных подушек. Подъёмным механизмом служил деревянный клин. Для облегчения поворота станка, под ним между колодок деревянных осей, был пропущен поворотный брус. К переднему концу поворотного бруса крепилась железная стрела. Стрела вращалась на штыре, пропущенном вертикально в нижний косяк порта.
- Угол ВН, град: +12,5°/+20,35° −6,5°
- Высота станка, мм: 974
- Толщина станин, мм: 165
- Длина станка, мм: нет данных
- Вес станка, кг: 1081

### Деревянный станок для 60-фн пушек № 2

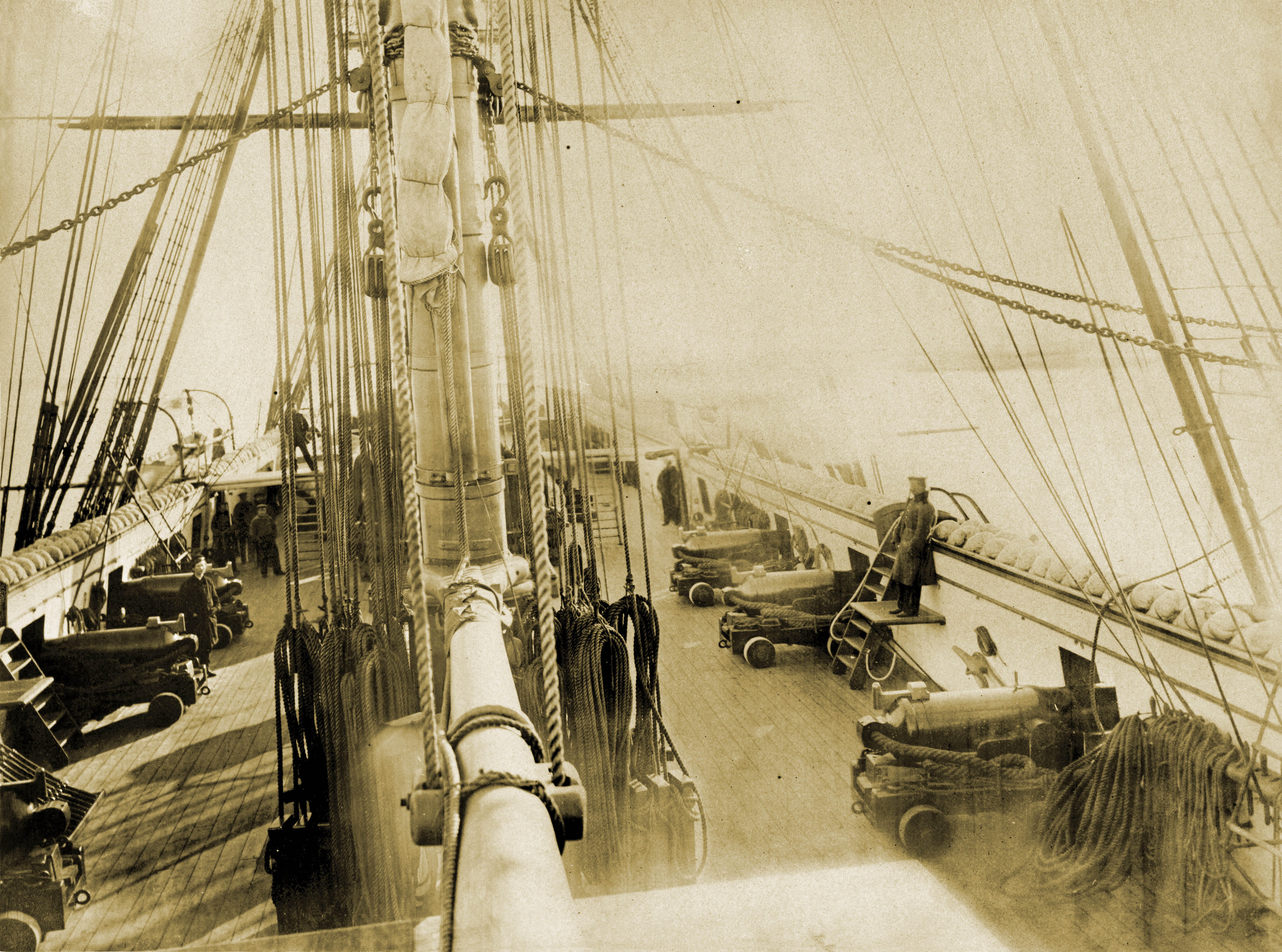
60-фунтовые пушки № 2 на деревянных колёсных станках на открытой батарее фрегата «Ослябя»

Стволы 60-фунтовых пушек № 2 («обыкновенного чертежа») ставили на двухколёсные деревянные станки с полозками американской системы. Подъёмным механизмом служил деревянный клин. Станины соединялись связными и упорной подушками. Брусья полозок и все элементы конструкции скреплялись замком и коксами.
- Угол ВН, град: −7°; +15°
- Высота станка с колёсами, мм: 940
- Толщина станин, мм: 165
- Длина станка, мм: 1943
- Вес станка, кг: 700
- Ширина между станинами, мм: спереди 578 / сзади 635
- Длина передней оси, мм: 1524
- Расстояние от палубы до нижнего косяка порта, мм: 610
- Высота порта в свету, мм: 1067
- Диаметр колёс, мм 467

### Деревянная платформа для кругового обстрела

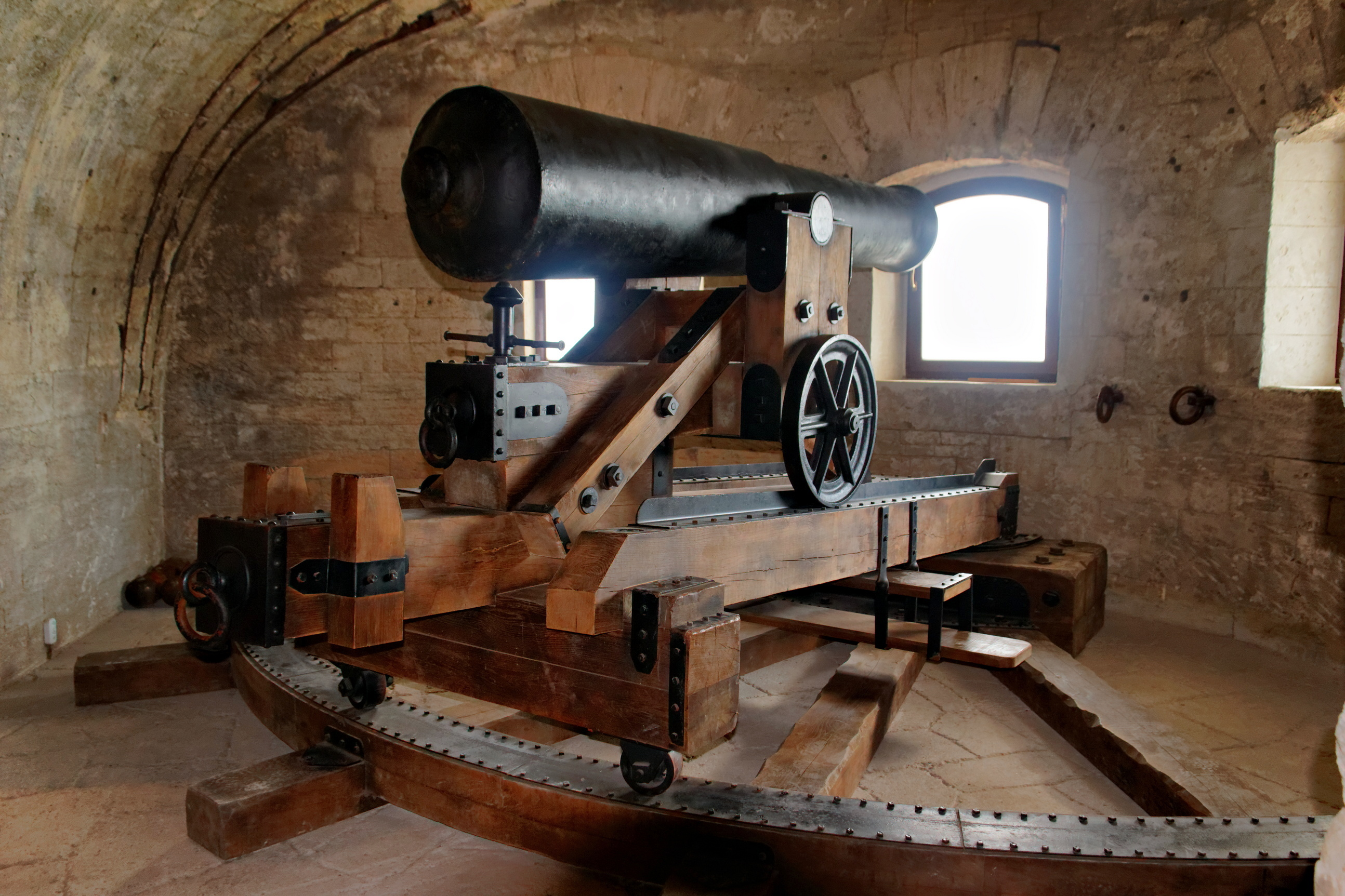
Пушка № 1 на воротной платформе, установленная на Михайловской батарее

Для ведения кругового обстрела на оконечностях кораблей устанавливали специальные платформы. На них использовались деревянные станки для 60-фунтовых пушек № 1. Платформа состояла из двух деревянных брусьев, связанных тремя поперечными подушками. Скрепление было болтами и усиливалось оковкой. Станины связывались спереди двумя подушками, а сзади — двумя железными скобами, на которые накладывались скамейка, прокладка и два клина подъёмного механизма. Для подтягивания станка к борту его поднимали на эксцентричные роульсы. При откате станок удерживался брюком и компрессором. Брюк пропускался через винград и крепился за рамы. Компрессор располагался между брусьями платформы. К передней и средней подушкам платформы приделывались медные накидные петли, которые накладывались на штыри пропущенные через палубу.

### Железные кованые станки системы Андреева
Ниже приведены данные железных кованных станков для 60-фунтовых пушек № 2 конструкции Андреева
- Угол ВН, град: −9°15' +22°30'
- Высота станка с колёсами, мм: 991
- Толщина станины, мм: 30,5
- Толщина железа станины, мм: —
- Диаметр деревянных колёс, мм: передних 368 / задних 152
- Длина станка, мм: с упорами 1867 / без упоров 1791
- Общий вес станка: 928

### Железные корабельные станки системы фон Шанца
Фон Шанц сконструировал железный станок для 60-фунтового ствола пушки № 2 для линейных кораблей. Он имел станины из листового железа толщиной 15,9 мм. Платформа была без наклона. Станины и связи соединялись прямоугольными железными полосками на заклёпках. Основание и компрессорный брус были деревянными. Подъёмный механизм — клиньевый (большой и малый). Для подтягивания станка к борту использовался железный рычаг с роульсами, также с помощью него можно было осуществлять поворот, как и с помощью боковых талей. Станок был поставлен на четыре деревянных колеса с медными втулками, но после испытаний пару колёс задней оси заменили на 4 полуколеса (полоза).
- Угол ВН, град: -1; +14
- Высота станка с колёсами, мм: —
- Толщина железа станины, мм: 15,9
- Диаметр деревянных колёс, мм: передних 271,6 / задних —
- Длина станка, мм: с упорами — / без упоров —
- Общий вес станка: 844,6
  - железные части, кг: 666
  - деревянные части, кг: 161
  - медные части, кг: 17,6

## Тактико-технические данные
| Сравнительная таблица 60-фунтовых пушек          | Сравнительная таблица 60-фунтовых пушек | Сравнительная таблица 60-фунтовых пушек | Сравнительная таблица 60-фунтовых пушек | Сравнительная таблица 60-фунтовых пушек | Сравнительная таблица 60-фунтовых пушек |
| Показатель                                       | Конструкции Н. А. Баумгарта образца 1855 года | Конструкции Н. А. Баумгарта образца 1855 года | Конструкции Д. Дальгрена образца 1855 года | Конструкции Д. Дальгрена образца 1855 года | Конструкции Н. В. Маиевского образца 1857 года |
| Показатель                                       | № 1 | № 2 | № 1 | № 2 | Конструкции Н. В. Маиевского образца 1857 года |
| ------------------------------------------------ | --- | --- | --- | --- | --- |
| Год начала серийного производства                | 1855 | 1855 | 1855 | 1855 | 1857 |
| Калибр                                           | 7,7 дюйма / 196-мм (195,6-мм) | 7,7 дюйма / 196-мм (195,6-мм) | 7,7 дюйма / 196-мм (195,6-мм) | 7,7 дюйма / 196-мм (195,6-мм) | 7,7 дюйма / 196-мм (195,6-мм) |
| Длина канала с полушарным дном, мм               | 2928 (14,9 клб) | 2583 (13,2 клб) | 2934 (15 клб) | 2583 (13,2 клб) | 2965 (15,1 клб) |
| Длина ствола без винграда и торели               | 3129 (15,9 клб) | | | | |
| Длина ствола с торелью и винградом, мм           | 3452 (17,6 клб) | 3019 (15,4 клб) | 3421 (17,4 клб) | 3020 (15,4 клб) | 3474 (17,8 клб) |
| Длина винграда и торели, мм                      | 368 | 354 | 559 | 518 | 325 |
| Длина торели, мм                                 | 127 | 138 | 330 | 290 | |
| Вес ствола, кг                                   | 4914 | 3210 | 5012 | 3382 | 6257 |
| Перевес казённой части, кг                       | 352 | 246 | 360 | 17 | 328 |
| Угол возвышения                                  | | | | | 22° (на береговом лафете Андреева) |
| Расчёт орудия, человек                           | 19 | 19 | 19 | 19 | |
| Боеприпасы                                       | | | | | |
| Штатный заряд чёрного артиллерийского пороха, кг | 6,56 | | 6,5 | | 6,1 |
| Ядро чугунное, кг                                | 26,2 / 25,8 | 26,2 / 25,8 | 26,2 / 25,8 | 26,2 / 25,8 | 25,8 |
| Бомба чугунная, кг                               | 18,16 (заряд 1,229 кг пороха) / 18,7 (заряд 0,82 кг вв) | 18,16 (заряд 1,229 кг пороха) / 18,7 (заряд 0,82 кг вв) | 18,16 (заряд 1,229 кг пороха) / 18,7 (заряд 0,82 кг вв) | 18,16 (заряд 1,229 кг пороха) / 18,7 (заряд 0,82 кг вв) | 18,16 (заряд 1,229 кг пороха) / 18,7 (заряд 0,82 кг вв) |
| Ядро стальное, кг                                | 30,3 | 30,3 | 30,3 | 30,3 | 30,3 |
| Картечь дальняя, кг                              | 26,41 (60 ядер) / 27,94 (9 пуль диаметром 80,6 мм, длиной 229 мм в железных кругах, каждая весила 1,98 кг.)                                                                 | 26,41 (60 ядер) / 27,94 (9 пуль диаметром 80,6 мм, длиной 229 мм в железных кругах, каждая весила 1,98 кг.)                                                                 | 26,41 (60 ядер) / 27,94 (9 пуль диаметром 80,6 мм, длиной 229 мм в железных кругах, каждая весила 1,98 кг.)                                                                 | 26,41 (60 ядер) / 27,94 (9 пуль диаметром 80,6 мм, длиной 229 мм в железных кругах, каждая весила 1,98 кг.)                                                                 | 26,41 (60 ядер) / 27,94 (9 пуль диаметром 80,6 мм, длиной 229 мм в железных кругах, каждая весила 1,98 кг.)                                                                 |
| Картечь ближняя, кг                              | 24,57 (в железном корпусе диаметром 190,5 мм, длиной 214,6 мм находилось: 4 пули диаметром 46 мм, каждая весила 375 гр, и 108 пуль диаметром 36,6 мм, каждая весила 183 гр) | 24,57 (в железном корпусе диаметром 190,5 мм, длиной 214,6 мм находилось: 4 пули диаметром 46 мм, каждая весила 375 гр, и 108 пуль диаметром 36,6 мм, каждая весила 183 гр) | 24,57 (в железном корпусе диаметром 190,5 мм, длиной 214,6 мм находилось: 4 пули диаметром 46 мм, каждая весила 375 гр, и 108 пуль диаметром 36,6 мм, каждая весила 183 гр) | 24,57 (в железном корпусе диаметром 190,5 мм, длиной 214,6 мм находилось: 4 пули диаметром 46 мм, каждая весила 375 гр, и 108 пуль диаметром 36,6 мм, каждая весила 183 гр) | 24,57 (в железном корпусе диаметром 190,5 мм, длиной 214,6 мм находилось: 4 пули диаметром 46 мм, каждая весила 375 гр, и 108 пуль диаметром 36,6 мм, каждая весила 183 гр) |
| Дальность стрельбы, км                           | 3,5 (ч. ядро), 3,1 (бомба), до 0,6 (картечь) | | | | 4,27 (ч. ядро), 5,32 (бомба), до 0,7 (картечь) |
| Начальная скорость, м/с                          | | | | | 470 (ч. ядро), 540 (бомба) |
| Живучесть ствола, выстрелов                      | 546 | | | | > 1000 |

## Использование
60-фунтовыми гладкоствольными пушками конструкции Баумгарта были вооружены:
- 1856—1871 линейный корабль «Гангут» (32 × № ?)
- 1857—1874 линейный корабль «Ретвизан» (1 × № 1, 28 × № 2, с 1868 16 × № 2)
- 1857—1874 линейный корабль «Цесаревич» (115 × № ?)
- 1857—1865 линейный корабль «Орёл» (45 × № ?)
- 1858—1869 фрегат «Генерал-адмирал» (60 × № 2)
- 1858—1874 линейный корабль «Синоп» (1 × № 1, 34 × № 2, с 1864 1 × № 1)
- 1860—1869 фрегат «Олег» (1 × № 1, 34 × № 2)
- 1860—1870 корвет «Витязь» (1 × № 1, 16 × № 2)
- 1860—1886 клипер «Гайдамак» (3 × № 1)
- 1861—1870 линейный корабль «Император Николай I» (1 × № 1, 20 × № 2)
- 1861—1870 клипер «Абрек» (3 × № 1)
- 1861—1874 фрегат «Ослябя» (1 × № 1, 28 × № 2, с 1863 1 × № 1, 6 × № 2, с 1866 6 × № 2)
- 1862—1863 клипера типа «Алмаз» (3 × № 1)
- 1862—1868 клипер «Всадник» (3 × № 1)
- 1862—1906 канонерская лодка «Опыт» (1 × № 1, было прикрыто броневым V-образным траверзом 114-мм)
- 1865 год батарейный броненосец «Севастополь» (неизвестное количество)
- 1865 год батарейный броненосец «Петропавловск» (неизвестное количество)
- 1865—1877 плавучая батарея «Кремль» (17 × № ?)
- 1866—1876 корвет «Воевода» (11 × № 2, позже 1 × № 2)
- корвет «Богатырь»
- На некоторые береговые батареи Кронштадта были установлены Пушки № 1 на деревянных корабельных станках, в единичных случаях пушки № 2[1].
- Михайловская батарея в Севастополе была вооружена пушками № 1 на поворотной платформе.